# Resolución 239 del Consejo de Seguridad de las Naciones Unidas
La resolución 239 del Consejo de Seguridad de las Naciones Unidas, adoptada unánimemente el 10 de julio de 1967, después de reafirmar rechazos anteriores y la preocupación sobre el asunto, el Consejo volvió a rechazar cualquier Estado que persistiera en permitir o tolerar el reclutamiento de mercenarios o la provisión de comodidades para los mismos, con el objetivo de derrocar gobiernos de Estados miembros. El Consejo hizo un llamado a los gobiernos para asegurarse de que su territorios y nacionales no estuviesen siendo usados para la planificación de la subversión, el reclutamiento, el entrenamiento o el tránsito de mercenarios designados para el derrocamiento del gobierno de la República Democrática del Congo